# Gorje község
Gorje község (szlovén nyelven Občina Gorje) Szlovénia 212 alapfokú közigazgatási egységének, azaz községének egyike a Gorenjska statisztikai régióban. A községet 2006-ban hozták létre, és 2007. január 1-jén kezdte meg működését, amikor kivált Bled községből. Adminisztratív központja Zgornje Gorje település.

## A községhez tartozó települések
A községhez Zgornje Gorje székhelyen kívül a következő települések tartoznak:
- Grabče
- Krnica
- Mevkuž
- Perniki
- Podhom
- Poljšica pri Gorjah
- Radovna
- Spodnje Gorje
- Spodnje Laze
- Višelnica
- Zatrnik
- Zgornje Gorje
- Zgornje Laze

## Népesség
| Lakosok száma | 2874 | 2891 | 2911 | 2869 | 2866 | 2795 | 2828 | 2807 | 2751 | 2759 |
|               | 2008 | 2009 | 2011 | 2012 | 2013 | 2015 | 2016 | 2017 | 2019 | 2020 |